# Pamir Airways
Pamir Airways war die erste private Fluggesellschaft Afghanistans. Sie bestand zwischen 1995 und 2011.

## Geschichte
Pamir Airways wurde im Mai 1995 als erste private afghanische Fluggesellschaft gegründet und erhielt ihre Fluglizenz vom damaligen Luftfahrtministerium. Pamir Airways startete ihren Flugbetrieb mit einer Boeing 707-320 und zwei Antonow An-12. Die Fluggesellschaft beförderte laut eigenen Angaben im Jahre 2004 etwa 9.000 und im Jahre 2005 etwa 15.000 Pilger zur Haddsch. Seit Ende November 2010 stand Pamir Airways auf der schwarzen Liste der Europäischen Kommission und unterlag daher einem Einflugverbot für Europa.
2008 gewährte Sherkhan Farnud, der gleichzeitig im Vorstand der Fluggesellschaft und der Kabul Bank  war, einen Kredit von etwa 98 Millionen US-Dollar. Dieser konnte von Pamir Airways, insbesondere wegen der finanziellen Schwierigkeiten nach dem Flugzeugabsturz 2010, nicht zurückgezahlt werden. Im  März 2011 wurde der Fluggesellschaft der Fluglizenz eingezogen. Die Boeing-Flugzeuge wurden von der afghanischen Regierung an die staatliche Fluggesellschaft Ariana Afghan Airlines übergeben.

## Flotte
Die Flotte der Pamir Airways bestand aus den folgenden Flugzeugen (Stand 17. Mai 2010):

## Zwischenfälle
Am 17. Mai 2010 stürzte eine Antonow An-24 der Pamir Airways (Luftfahrzeugkennzeichen YA-PIS) in der Nähe des Salang-Passes in Afghanistan ab. Fünf Crewmitglieder und 39 Passagiere kamen dabei ums Leben (siehe auch Pamir-Airways-Flug 112).